# Singuliere gaven
Met het begrip singuliere gaven duidt men in de protestantse kerken op bijzondere begaafdheden, op grond waarvan iemand zonder theologische opleiding kan worden toegelaten tot het domineesambt.
De Dordtse Kerkorde noemde als vereisten: godzaligheid, ootmoed, zedigheid, goed verstand, discretie en gaven van welsprekendheid. Bij de Christelijke Gereformeerde Kerken en de Gereformeerde Kerken vrijgemaakt komt als voorwaarde ook onderscheidingsvermogen voor. De Gereformeerde Kerken in Nederland verwoorden deze vereisten als vroomheid (godzaligheid), bescheidenheid (ootmoed), wijsheid, geestelijk onderscheidingsvermogen, en achten ook invoelend vermogen, oorspronkelijkheid en het vermogen tot een heldere verwoording (welsprekendheid) aanbevelenswaard. De Nederlandse Hervormde Kerk noemde in 1951 uitzonderlijke gaven van kennis, inzicht en wijsheid als vereisten en vanaf 1970 ook ‘bijzondere geschiktheid’.
De Protestantse Kerk in Nederland spreekt van 'singuliere gaven' zonder meer, die op overtuigende wijze bij de kandidaat aanwezig moeten zijn.